# محرك وعائي

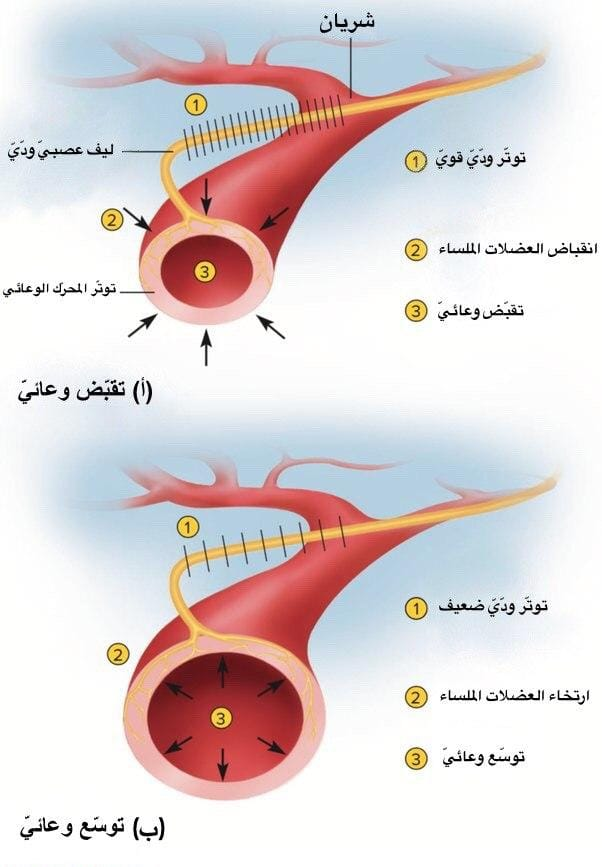
شكل يوضّح التّأثير الحركيّ الوعائيّ على الأوعية الدمويّة عبر الأعصاب الوديّة.

محرك وعائي يشير مُصطَلَح المُحَرِّك الوعَائِيّ إلى التَأثيرات التي تُنَبِّه قُطْر الوِعَاء الدَمَويّ). وبشكلٍ أَكثر تَحدِيداً يُمكن أن يُشِير إلى عمليتيّ توسّع الأَوعِيَة وتَضَيّق الأَوعِيَة.

## التحكّم

### التَعْصِيبُ الوُدِّيّ
تَطوُفُ ألياف العصب الوُدِّيّ حولَ الغِلالة الوَسطَانِية للشَرْيَان وتُفرز نواقل عَصَبِيَّة من العُقدة الطَرَفية للمِحوَار مثل نُورإِيبِنفْرِين إلى السائِل خارج الخلويّ المُحِيط بالعَضلات المَلساء (الغِلالة الوَسطَانِية). يمتلك الغشاء الخلويّ لخلية العضلة الملساء مُستَقبلات ألفا(α) وبيتا(β) الأدرينالية لهذه النواقل العصبيّة. إنّ تنشيط المستقبلات الأدرينية ألفا (α-adrenergic receptors) يحرّض الأوعية على التضيّق، في حين أنّ تفعيل مستقبلات بيتّا الأدريناليّة تُعين الوسائط لاسترخاء خلايا العضلات ممّا يؤدي إلى توسّع الأوعيّة. تسود عادة مستقبلات ألفا الأدريناليّة في العضلات الملساء للأوعية المُقَاوِمة.

### المواد الكيميائيّة المشتقّة من البطانة
المقبّضات الوعائيّة للعضلات الملساء هي الإندوثيلين والأنجيوتنسين في حين أن أكسيد النتريك والبروستاسيكلين هي مُوَسِعَات وعائيّة.

## علم الأمراض
بعض المواد الكيميائيّة الفعّالة في الأوعيّة مثل: الموسّع الوعائيّ أسيتيل كولين معروفة بأنها تسبّب انخفاضاً\زيادةً في تدفق الدَّم للأورام عن طريق التّغيرات في المحركات الوعائية. التّغذية الدّمويّة غير الكافية للخلايا السرطانيّة يمكن أن تتسبّب في أن تكون الخليّة مقاومة للأشعة وينتج عن ذلك انخفاضاً في إمكانيّة التّعامل مع أدوية العلاج الكيميائيّ.
إن إصابات أعصاب الجذع السفليّ للضفيرة العضديّة شَلَلُ كلومبكه وضغط العصب المتوسّط على قَيدِ مُثْنِيَاتِ اليَد متلازمة النفق الرسغي من الممكن أن تسبب تغيرات حركية وعائية في المناطق التي تُعصب عبر هذه الأعصاب. وهذه المناطق من الجلد سوف تزيد درجة حرارتها بسبب توسّع الأوعيّة (فقدان تضيّق الأوعية).
يمكن أن يؤدّي تثبيط مركز المّحرك الوعائيّ في الدّماغ إلى فقدان المقاومة الوعائيّة (توتّر جدران الأوعية الدّمويّة) للأوعيّة الدّمويّة ممّا يؤدّي إلى تمدّد عظيم للأَورِدة. هذا سيؤدي إلى حالة تُدعى الصَّدمة العصبيّة.